# Campeonato manomanista de promoción 2017
El Campeonato manomanista de promoción 2017, competición de pelota vasca en la variante de pelota mano profesional de segunda categoría, que se disputó en el año 2017. Está organizada por la LEPM (Liga de Empresas de Pelota Mano), compuesta por las dos principales empresas dentro del ámbito profesional de la pelota mano, Asegarce y ASPE. El lasartearra Axier Arteaga se proclamó campeón ante el navarro Joanes Bakaikoa por 22-18.

## Pelotaris
| - Pelotaris de Asegarce: - Agirre - Arteaga II - Bakaikoa - Erasun - Peña II - Salaverri - Tainta - Urretabizkaia II |  | - Pelotaris de ASPE: - Darío - Elordi - Erostarbe - Errandonea - Gorka - Irusta - Martija - Ugalde |

## Octavos de final
| Fecha    | Frontón y localidad              | Rojo       | Azul             | Tanteo |
| -------- | -------------------------------- | ---------- | ---------------- | ------ |
| 15/04/17 | Frontón Labrit, Pamplona         | Tainta     | Erostarbe        | 22-9   |
| 15/04/17 | Frontón Labrit, Pamplona         | Ugalde     | Peña II          | 14-22  |
| 15/04/17 | Frontón Municipal, Icazteguieta  | Errandonea | Urretabizkaia II | 6-22   |
| 15/04/17 | Frontón Municipal, Icazteguieta  | Darío      | Arteaga II       | 17-22  |
| 16/04/17 | Frontón Santi Brouard, Lequeitio | Agirre     | Elordi           | 12-22  |
| 16/04/17 | Frontón Santi Brouard, Lequeitio | Irusta     | Erasun           | 22-21  |
| 17/04/17 | Frontón Astelena, Éibar          | Martija    | Bakaikoa         | 5-22   |
| 17/04/17 | Frontón Astelena, Éibar          | Gorka      | Salaverri        | 22-4   |

## Cuartos de final
| Fecha    | Frontón y localidad        | Rojo     | Azul             | Tanteo |
| -------- | -------------------------- | -------- | ---------------- | ------ |
| 21/04/17 | Frontón Municipal, Vergara | Irusta   | Arteaga II       | 3-22   |
| 22/04/17 | Frontón Labrit, Pamplona   | Gorka    | Tainta           | 22-11  |
| 22/04/17 | Frontón Labrit, Pamplona   | Bakaikoa | Urretabizkaia II | 22-19  |
| 23/04/17 | Frontón Ogueta, Vitoria    | Elordi   | Peña II          | 11-22  |

## Semifinales
| Fecha    | Frontón y localidad      | Rojo       | Azul     | Tanteo |
| -------- | ------------------------ | ---------- | -------- | ------ |
| 06/05/17 | Frontón Beotibar, Tolosa | Arteaga II | Peña II  | 22-16  |
| 06/05/17 | Frontón Beotibar, Tolosa | Gorka      | Bakaikoa | 14-22  |

## Final
| Fecha    | Frontón y localidad      | Rojo       | Azul     | Tanteo |
| -------- | ------------------------ | ---------- | -------- | ------ |
| 20/05/17 | Frontón Labrit, Pamplona | Arteaga II | Bakaikoa | 22-18  |

- Datos: Q30908966